# Piskorzówek
Piskorzówek (deutsch Klein Peiskerau) ist ein Dorf in Niederschlesien. Der Ort liegt in der Landgemeinde Domaniów im Powiat Oławski in der polnischen Woiwodschaft Niederschlesien.

## Geographie

### Geographische Lage
Das Angerdorf Piskorzówek liegt zwei Kilometer nördlich vom Gemeindesitz Domaniów (Thomaskirch), ca. 14 südwestlich von der Kreisstadt Oława (Ohlau) und rund 35 Kilometer südlich der Woiwodschaftshauptstadt Breslau. Der Ort liegt in der Nizina Śląska (Schlesische Tiefebene) innerhalb der Równina Wrocławska (Breslauer Ebene). Nordwestlich des Ortes verläuft die Autostrada A4.

### Nachbarorte
Nachbarorte von Piskorzówek sind im Westen Danielowice (Dammelwitz) und im Süden der Gemeindesitz Domaniów (Thomaskirch).

## Geschichte
Der Ort wurde im 1360 erstmals als Nouum piskerow erwähnt. Weitere Erwähnungen erfolgten 1364 als Minpiskerow, 1397 als Paruum peyskeraw sowie 1420 als Peyskoraw minor.
Nach dem Ersten Schlesischen Krieg 1742 fiel Klein Peiskerau zusammen mit dem größten Teil Schlesiens an Preußen. 1783 zählte der Ort vier Bauernstellen.
Nach der Neugliederung Preußens gehörte die Landgemeinde Klein Peiskerau ab 1815 zur Provinz Schlesien und war ab 1816 dem Landkreis Ohlau eingegliedert. 1874 wurde der Amtsbezirk Haltauf gegründet, welcher die Landgemeinden Dammelwitz, Eulendorf, Haltauf, Klein Peiskerau, Kochern und Radlowitz und die Gutsbezirke Dammelwitz, Eulendorf, Haltauf, Klein Peiskerau und Kochern umfasste. 1885 zählte der Ort 323 Einwohner.
1933 zählte Klein Peiskerau 391, 1939 wiederum 375 Einwohner. Bis 1945 befand sich der Ort im Landkreis Ohlau.
Als Folge des Zweiten Weltkriegs fiel Klein Peiskerau wie fast ganz Schlesien 1945 an Polen, wurde in Piskorzówek umbenannt und der Woiwodschaft Breslau angegliedert. Die deutsche Bevölkerung wurde, soweit sie nicht vorher geflohen war, weitgehend vertrieben. Die neu angesiedelten Bewohner waren zum Teil Heimatvertriebene aus Ostpolen. 1999 kam der Ort zum Powiat Oławski in der Woiwodschaft Niederschlesien.

## Sehenswürdigkeiten
- Das Schloss Klein Peiskerau (poln. Dwór Piskorzówek) wurde 1819 erstmals erwähnt. Der heutige Schlossbau ist heute ein Wohnhaus.[6]
- Dorfpark

## Vereine
- Fußballverein KGW Piskorzówek